# Collegio uninominale Puglia - 08 (Camera dei deputati 2017)
Il collegio elettorale uninominale Puglia - 08 è stato un collegio elettorale uninominale della Repubblica Italiana per l'elezione della Camera dei deputati tra il 2017 ed il 2022.

## Territorio
Come previsto dalla legge elettorale italiana del 2017, il collegio era stato definito tramite decreto legislativo all'interno della circoscrizione Puglia.
Era formato dal territorio di 30 comuni: Aradeo, Calimera, Caprarica di Lecce, Carpignano Salentino, Castri di Lecce, Castrignano de' Greci, Collepasso, Copertino, Corigliano d'Otranto, Cursi, Cutrofiano, Galatina, Galatone, Gallipoli, Leverano, Maglie, Martano, Martignano, Melendugno, Melpignano, Nardò, Neviano, Porto Cesareo, Sannicola, Seclì, Sogliano Cavour, Soleto, Sternatia, Vernole e Zollino.
Il collegio era quindi interamente compreso nella provincia di Lecce.
Il collegio era parte del collegio plurinominale Puglia - 02.

## Eletti
| Elezione | Elezione | Deputato             | Partito            |
| -------- | -------- | -------------------- | ------------------ |
|          | 2018     | Maria Soave Alemanno | Movimento 5 Stelle |
|          | 2022     | Maria Soave Alemanno | Italia Viva        |

## Dati elettorali

### XVIII legislatura
Come previsto dalla legge elettorale, 232 deputati erano eletti con sistema a maggioranza relativa in altrettanti collegi uninominali a turno unico.
| Candidati              | Candidati                      | Voti    | %     | Liste                    | Voti    | %     |
| ---------------------- | ------------------------------ | ------- | ----- | ------------------------ | ------- | ----- |
|                        | Maria Soave Alemanno ✔️ Eletto | 59 132  | 39,84 | Movimento 5 Stelle       | 59 132  | 39,84 |
|                        | Andrea Caroppo                 | 49 861  | 33,59 | Forza Italia             | 23 813  | 16,04 |
| Lega                   | Andrea Caroppo                 | 49 861  | 33,59 | 10 750                   | 7,24    |       |
| Noi con l'Italia - UDC | Andrea Caroppo                 | 49 861  | 33,59 | 9 072                    | 6,11    |       |
| Fratelli d'Italia      | Andrea Caroppo                 | 49 861  | 33,59 | 6 226                    | 4,19    |       |
|                        | Sergio Blasi                   | 27 241  | 18,35 | Partito Democratico      | 23 008  | 15,50 |
| +Europa                | Sergio Blasi                   | 27 241  | 18,35 | 2 730                    | 1,84    |       |
| Italia Europa Insieme  | Sergio Blasi                   | 27 241  | 18,35 | 951                      | 0,64    |       |
| Civica Popolare        | Sergio Blasi                   | 27 241  | 18,35 | 552                      | 0,37    |       |
|                        | Marcello Risi                  | 6 250   | 4,21  | Liberi e Uguali          | 6 250   | 4,21  |
|                        | Pierpaolo Giuri                | 2 256   | 1,52  | CasaPound                | 2 256   | 1,52  |
|                        | Maria Simmini                  | 1 589   | 1,07  | Potere al Popolo!        | 1 589   | 1,07  |
|                        | Maria Luisa De Carlo           | 712     | 0,48  | Il Popolo della Famiglia | 712     | 0,48  |
|                        | Barbara Camassa                | 505     | 0,34  | Partito Comunista        | 505     | 0,34  |
|                        | Angelo Baldassarre             | 500     | 0,34  | Italia agli Italiani     | 500     | 0,34  |
|                        | Luca Durante                   | 185     | 0,12  | 10 Volte Meglio          | 185     | 0,12  |
|                        | Elena De Luca                  | 113     | 0,08  | Partito Valore Umano     | 113     | 0,08  |
|                        | Sonia Citta                    | 83      | 0,06  | PRI - ALA                | 83      | 0,06  |
| Totale                 | Totale                         | 148 427 | 100   |                          | 148 427 | 100   |
|                        |                                |         |       |                          |         |       |
| Voti non validi        | Voti non validi                | 5 705   | 3,70  |                          |         |       |
| Votanti                | Votanti                        | 154 132 | 70,71 |                          |         |       |
| Elettori               | Elettori                       | 217 971 |       |                          |         |       |